# Foreigner (Cat Stevens-album)
Foreigner är ett musikalbum av Cat Stevens, utgivet i juli 1973. Det var Stevens första egenproducerade skiva och blev känd för den episka 18 minuter långa inledningen, "The Foreigner Suite". "The Hurt" gavs ut som singel och nådde topp 40-placering i England. Skivan bröt musikaliskt med Stevens tidigare ljudbild då den var inspirerad av soulmusik. Titeln fick skivan då Stevens ansåg sig vara en främling (foreigner) inför denna musikstil. Skivan är inspelad i New York och på Jamaica.

## Låtlista
1. "Foreigner Suite" - 18:23
2. "The Hurt" - 4:20
3. "How Many Times" - 4:27
4. "Later" - 4:45
5. "100 I Dream" - 4:06

## Listplaceringar
| Lista (1973)   | Position            |
| -------------- | ------------------- |
| Australien     | 2 (Go Set)          |
| Danmark        | 9 (DR "Top 30")     |
| Finland        | 9                   |
| Italien        | 5 (Musica e Dischi) |
| Kanada         | 5 (RPM)             |
| Norge          | 1 (VG-lista)        |
| Storbritannien | 3                   |
| Sverige        | 7 (Kvällstoppen)    |
| USA            | 3 (Billboard 200)   |
| Västtyskland   | 18                  |